# Atlas of the World’s Languages in Danger
Der Atlas of the World’s Languages in Danger (früher das UNESCO Red Book of Endangered Languages) war eine Veröffentlichung der UNESCO, die sich mit dem Erhalt von gefährdeten Sprachen auf der ganzen Welt befasste.

## Kurzeinführung
Der Atlas identifiziert und dokumentiert Sprachen, die vom Aussterben bedroht sind und gibt Auskunft über die Gründe und Ursachen für das Verschwinden dieser Sprachen. Er umfasst eine Karte der Welt, die die geografische Verteilung von gefährdeten Sprachen darstellt, sowie detaillierte Informationen zu jedem betroffenen Sprachgebiet. Der Atlas wurde regelmäßig aktualisiert, um die aktuelle Situation der bedrohten Sprachen widerzuspiegeln und um auf die Bedeutung des Schutzes und der Erhaltung dieser Sprachen hinzuweisen. Der Atlas ist eine wichtige Ressource für Linguisten, Anthropologen und alle, die sich für den Erhalt der kulturellen Vielfalt und der Sprachenvielfalt der Welt einsetzen.